# Грем'ячинський міський округ
Грем'ячинський міський округ (рос. Гремячинский городской округ) — адміністративно-територіальна одиниця в складі Пермського краю Росії.
Адміністративний центр району — місто Грем'ячинськ. 

## Географія
Міський округ межує з Чусовським, Добрянським, Гірничозаводським міськими округами і з міськими округами місто Кізел і місто Губаха Пермського краю. Клімат - континентальний. 95% території округу покрито ялицево-смерековими та березовими лісами. Площа району - 1321,1 км².

## Населення
Населення - 9950 осіб (2021 рік). Національний склад (2010): росіяни - 76,5%, татари - 14,7%.